# シェディング
シェディング（英: shedding）とは、mRNAワクチンの接種後に接種者の呼気や汗腺から何らかの毒素が放出され、それを吸い込むことで非接種者にも影響が及ぶとされる非科学的主張である。mRNAが自己増幅して効果が長期間持続するレプリコンワクチンの開発・承認後、日本看護倫理学会が懸念を表明したことから知られるようになったと思われる。
この「懸念」に対して日本感染症学会、日本呼吸器学会、日本ワクチン学会の3学会は合同で声明を発表し、ワクチンの伝播（シェディング）は発生しないとの⾒解を示した。
「懸念」には科学的根拠が含まれておらず、伝播が起こらないことを示さなければならないと主張しており、その根底には新しい概念への「不安」があると思われる。伝播しているのは毒素ではなく不安であるとも言われている。